# Mariam Baouardy

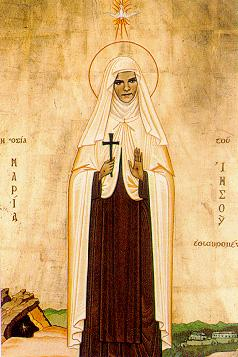
Mariam de Belém

Mariam Baouardy (em árabe: مريم بواردي   , ou Maria de Jesus Crucificado, 5 de janeiro de 1846 - 26 de agosto de 1878), era uma freira Carmelita Descalça da Igreja Católica Grega Melquita. Filha de pais greco-católicos palestinos da cidade de Hurfiesh na Alta Galileia, mais tarde mudou-se para l'billin, ela era conhecida por seus serviços aos pobres. Além disso, ela se tornou uma mística cristã que sofreu os estigmas e foi canonizada pela Igreja Católica.
Seu caminho para a canonização se solidificou em 6 de dezembro de 2014 com o reconhecimento de um milagre final necessário para sua canonização. No consistório de 14 de fevereiro de 2015, o Papa Francisco anunciou que ela seria canonizada em 17 de maio de 2015; ela foi canonizada no Vaticano.

## Vida
Baouardy nasceu em 5 de janeiro de 1846 (véspera da Epifania) na Galileia aldeia de Hurfiesh, mais tarde mudou-se para I'billin, na Palestina durante o Império Otomano, a Giries (George) Baouardy e sua esposa, Mariam Chahine. Mariam era o 13º filho e a primeira filha deles, e nenhum de seus irmãos anteriores havia sobrevivido à infância. Ela nasceu depois que o casal fez uma peregrinação a pé a Belém, a cerca de 70 milhas de distância, em desespero pela perda de seus filhos. Mais tarde, quando foram abençoados com o nascimento de uma filha, deram-lhe o nome da Virgem Maria, por gratidão. Ela foi acompanhada por um novo irmão, Boulos, dois anos depois.
Baouardy ainda não tinha três anos quando seus pais morreram de uma doença em 1848, com apenas alguns dias de diferença. Os irmãos foram então acolhidos por parentes de diferentes lados de sua família que moravam em aldeias diferentes, ela foi levada por um tio paterno que morava na mesma aldeia e seu irmão foi morar com uma tia materna. O irmão e a irmã nunca mais se veriam. Ela foi criada em um lar amoroso em circunstâncias confortáveis. Quando criança, ela tinha um forte espírito de fervor religioso e, aos cinco anos, começou a jejuar aos sábados em homenagem à Santíssima Virgem.
Quando Baouardy tinha oito anos, seu tio e sua esposa se mudaram para Alexandria, Egito, para melhorar a situação. Cinco anos depois, em 1858, quando tinha 13 anos, conforme a tradição, foi noiva do irmão da esposa de seu tio, que vivia no Cairo. Na noite anterior ao casamento, ela teve uma experiência religiosa na qual se sentiu chamada não a se casar, mas a oferecer sua vida a Deus. Ao ouvir isso na manhã seguinte, seu tio ficou furioso e bateu nela severamente. Apesar disso, e dos subseqüentes maus-tratos que começou a receber de seu tio, ela permaneceu firme em sua decisão.
Mesmo assim, Baouardy se sentia deprimida e sozinha. Ela escreveu ao irmão, que então morava em Nazaré, pedindo-lhe que a visitasse. O jovem criado a quem ela pediu para entregar a carta arrancou dela o motivo de sua tristeza. Ao saber disso, ele tentou cortejá-la para si mesmo, convidando-a a se converter ao Islã. Ela rejeitou sua proposta, o que levou o jovem a ficar furioso, quando puxou uma faca e cortou sua garganta. Ele então jogou o corpo dela em um beco próximo.
Baouardy então experimentou o que ela estava convencida de ser um milagre. Como ela relatou mais tarde, uma "freira vestida de azul" a levou a uma gruta que ela nunca conseguiu identificar, costurou suas feridas e cuidou dela. Sua voz foi afetada pelo resto de sua vida como resultado do corte, que um médico francês posteriormente considerou como sendo de 10 cm. (quase 4 polegadas) de largura. Depois de ser cuidada por essa figura misteriosa por um mês, ela se recuperou o suficiente para sair e encontrar trabalho como empregada doméstica na casa de uma família cristã árabe na cidade.
Depois de um ano, Baourardy decidiu tentar encontrar seu irmão e viajou de caravana para Jerusalém. Lá ela se sentiu inspirada a fazer um voto de virgindade perpétua no Santo Sepulcro. Em seguida, pegou um barco em Jafa com a intenção de seguir para o Acre. Devido ao mau tempo, no entanto, o barco teve que parar em Beirute. Tomando isso como um sinal de Deus, ela desembarcou e encontrou trabalho como empregada doméstica. Depois de trabalhar lá, ela ficou cega de repente, uma condição que durou 40 dias, quando ela recuperou a visão de repente. Não muito depois disso, ela sofreu uma queda grave que pareceu deixá-la morta. Seu empregador cuidou dela por um mês até que ela se recuperou, completamente curada.

### França e Carmelo
Em maio de 1863, um patrono generoso possibilitou que Baouardy se mudasse para Marselha, na França, onde ela se tornou a cozinheira de uma família árabe. Enquanto estava lá, ela se sentiu chamada a entrar para uma ordem religiosa. Rejeitada pelos primeiros grupos em que buscou admissão, em maio de 1865 foi aceita como postulante pela Congregação das Irmãs de São José da Aparição, que tinha comunidades na Terra Santa e já tinha vários candidatos palestinos. Foi nesse ponto que ela recebeu os estigmas de Cristo.
Durante o último mês deste período de candidatura, a Mestra das noviças, Madre Honorina, que dela extraíra sua história de vida, foi substituída por Madre Verônica da Paixão. Após dois anos como postulante, Baouardy foi votada pela comunidade a respeito de sua admissão à congregação. Para sua consternação, ela foi rejeitada pelas irmãs encarregadas de tomar a decisão.
Naquele momento, Madre Verônica tinha acabado de receber permissão para se transferir para o Mosteiro das Carmelita dos Pés Descalços em Pau para se preparar para a formação de uma nova congregação de religiosas servindo na Índia, as irmãs do Carmelo Apostólico. Ela convidou Baouardy para acompanhá-la, escrevendo à prioresa daquela comunidade e recomendando que aceitassem a jovem árabe. A prioresa acatou o conselho de Madre Verônica e, em junho de 1867, as duas mulheres foram juntas para Pau, onde receberam o hábito religioso carmelita e Baourdy recebeu o nome religioso de Maria de Jesus Crucificado.
Em 1870, Baouardy foi com o primeiro grupo de Irmãs Apostólicas Carmelitas para Mangalore, Índia. Ela serviu lá por dois anos antes de retornar a Pau. Foi ali que fez a profissão dos votos solenes como membro da Ordem, em novembro de 1871. Em setembro de 1875 ajudou a fundar um novo mosteiro em Belém, o primeiro da Ordem naquela região, onde viveu até sua morte. Durante toda a sua vida, ela experimentou períodos de êxtase religioso freqüentemente ao longo do dia.
Em abril de 1878, Baouardy desempenhou um papel importante na identificação da Emaús bíblica, graças a uma revelação privada. Ela morreu em 26 de agosto de 1878 em Belém, de câncer que se desenvolveu em seus ossos como resultado da queda que teve enquanto trabalhava no mosteiro, que causou gangrena que se espalhou para seus pulmões.

## Veneração
A causa da canonização começou em 18 de maio de 1927 e culminaria com o decreto da virtude heróica em 27 de novembro de 1981. Baouardy foi beatificada pelo Papa João Paulo II em 13 de novembro de 1983 e canonizado em 17 de maio de 2015 pelo Papa Francisco. Ela se tornou a segunda católica grega a ser canonizada como santa da Igreja Católica, sendo a primeira Josaphat Kuntsevych em 1867.

Em I'bill, em um jardim de infância, a Miriam Bawardi Elementary School e uma escola secundária receberam o nome de Baouardy.